# Tobogan als Jocs Olímpics d'hivern de 2006 - Homes
Als Jocs Olímpics d'Hivern de 2006 celebrats a la ciutat de Torí (Itàlia) es disputà una prova de tobogan en categoria masculina que formà part del programa oficial dels Jocs.
La prova es disputà entre el dia 17 de febrer de 2006 a les instal·lacions de Cesana Pariol. Participaren 27 competidors de 19 comitès nacionals diferents.

## Resum de medalles
| Or          | Argent    | Bronze        |
| Duff Gibson | Jeff Pain | Gregor Stähli |

## Resultats
Cada participant realitzà dues baixades pel circuit utilitzat. El resultat final fou la suma dels temps obtinguts en cada mànega.
| Pos. | Nom                 | CON           | Volta 1 | Volta 2 | Total   | Dif.  |
| ---- | ------------------- | ------------- | ------- | ------- | ------- | ----- |
| 1    | Duff Gibson         | Canadà        | 0:57.80 | 0:58.08 | 1:55.88 | —     |
| 2    | Jeff Pain           | Canadà        | 0:57.98 | 0:58.16 | 1:56.14 | +0.26 |
| 3    | Gregor Stähli       | Suïssa        | 0:58.39 | 0:58.41 | 1:56.80 | +0.92 |
| 4    | Paul Boehm          | Canadà        | 0:58.61 | 0:58.45 | 1:57.06 | +1.18 |
| 5    | Kristan Bromley     | Regne Unit    | 0:58.35 | 0:58.75 | 1:57.10 | +1.22 |
| 6    | Eric Bernotas       | Estats Units  | 0:58.43 | 0:58.76 | 1:57.19 | +1.31 |
| 7    | Martins Dukurs      | Letònia       | 0:58.79 | 0:58.60 | 1:57.39 | +1.51 |
| 8    | Adam Pengilly       | Regne Unit    | 0:58.37 | 0:59.09 | 1:57.46 | +1.58 |
| 9    | Sebastian Haupt     | Alemanya      | 0:58.48 | 0:59.10 | 1:57.58 | +1.70 |
| 10   | Ben Sandford        | Nova Zelanda  | 0:59.16 | 0:58.60 | 1:57.76 | +1.88 |
| 11   | Kazuhiro Koshi      | Japó          | 0:58.65 | 0:59.40 | 1:58.05 | +2.17 |
| 12   | Maurizio Oioli      | Itàlia        | 0:59.28 | 0:59.24 | 1:58.52 | +2.64 |
| 13   | Martin Rettl        | Àustria       | 0:59.23 | 0:59.53 | 1:58.76 | +2.88 |
| 14   | Phillippe Cavoret   | França        | 0:59.79 | 0:59.08 | 1:58.87 | +2.99 |
| 15   | Aleksandr Tretiakov | Rússia        | 0:59.71 | 0:59.32 | 1:59.03 | +3.15 |
| 16   | Markus Penz         | Àustria       | 0:59.55 | 0:59.51 | 1:59.06 | +3.18 |
| 17   | Kevin Ellis         | Estats Units  | 0:59.46 | 0:59.75 | 1:59.21 | +3.33 |
| 18   | Masaru Inada        | Japó          | 0:59.63 | 0:59.74 | 1:59.37 | +3.49 |
| 19   | Patrick Singleton   | Bermudes      | 1:00.06 | 0:59.75 | 1:59.81 | +3.93 |
| 20   | David Connolly      | Irlanda       | 0:59.97 | 1:00.00 | 1:59.97 | +4.09 |
| 21   | Tyler Botha         | Sud-àfrica    | 0:59.43 | 1:00.63 | 2:00.06 | +4.18 |
| 22   | Shaun Boyle         | Austràlia     | 1:00.13 | 1:00.00 | 2:00.13 | +4.25 |
| 23   | Kang Kwang Bae      | Corea del Sud | 1:00.41 | 0:59.88 | 2:00.29 | +4.41 |
| 24   | Frank Rommel        | Alemanya      | 0:59.94 | 1:00.41 | 2:00.35 | +4.47 |
| 25   | Chris Soule         | Estats Units  | 1:00.33 | 1:00.90 | 2:01.23 | +5.35 |
| 26   | Nikolai Nimac       | Croàcia       | 1:01.86 | 1:02.44 | 2:04.30 | +8.42 |
| 27   | Patrick Antaki      | Líban         | 1:03.01 | 1:01.43 | 2:04.44 | +8.56 |